# ベルファスト統監
ベルファスト統監（ベルファストとうかん、英語: Lord Lieutenant of the City of Belfast、正式名称ベルファスト・カウンティ都市統監（Lord Lieutenant for the County Borough of Belfast））は、イギリスの官職。統監の1つで、ベルファストを担当する。1898年地方政府（アイルランド）法によりベルファストがカウンティ都市として分離、同法第69条に基づきベルファストを管轄する統監職が新設された。1921年に北アイルランドが成立した後も引き続き任命されている。

## 一覧
- 1900年2月20日 – 1904年：第6代ロンドンデリー侯爵チャールズ・ヴェイン＝テンペスト＝スチュワート[2]
- 1904年1月19日 – 1911年：第9代シャフツベリ伯爵アンソニー・アシュリー＝クーパー（英語版）[2]
- 1911年11月4日 – 1924年6月6日：初代ピリー男爵（英語版）（のち初代ピリー子爵）[2]
- 1924年7月7日 – 1950年5月10日：第2代準男爵サー・トマス・ディクソン（英語版）[2]
- 1950年7月11日 – 1985年：ダニエル・ディクソン閣下（英語版）（のち第2代グレントーラン男爵）[2]
- 1985年8月12日 – 1991年：サー・ロバート・ジョージ・カルドウェル・キナハン（英語版）[2]
- 1991年3月25日 – 2000年：ジョン・エリオット・ウィルソン[2]
- 2000年5月26日 – 2009年7月6日：カースウェル男爵夫人ロメイン・ウィニフレッド・カースウェル[2][3]
- 2009年7月6日 – 2014年7月6日：メアリー・ピーターズ[3][4]
- 2014年7月7日 – ：フィオヌアラ・ジェイ＝オボイル（英語版）[4]